# Menteşeli İbrahim
Menteşeli İbrahim fou amir i beg dels menteşeoğulları del beylik de Menteşe-oğlu. Era fill de Şücaüddin Orhan al que va succeir al morir vers el 1344.
Va ajudar a Umur Beg a recuperar Esmirna que havia caigut en mans dels llatins però Umur va morir en combat el 1348 i els esforços no van servir de res. La flota veneciana que estava a la vora de Balat (Milet) era una amenaça per İbrahim, que va organitzar una campanya contra ells, però amb la mediació del conte de Creta, Marino Morosini, es va aconseguir un arranjament del conflicte entre 1352 i 1355. Va morir vers el 1358 o 1359 i va repartir el territori entre tres fills:
- Menteşeli Musa, a Pedjin, Balat i Milas
- Menteşeli Mehmet, a Muğla i Çine
- Menteşeli Ahmet Ğazi, a Makri i Marmaris (al sud)